# غونتر هيرش
غونتر هيرش (بالألمانية: Günter Hirsch)‏ هو قاضي ومحامي ألماني، ولد في 30 يناير 1943 في نويبورغ آن در دوناو في ألمانيا.

## وصلات خارجية
- غونتر هيرش على موقع مونزينجر (الألمانية)